# Noureddine Bhiri
Noureddine Bhiri (arabe : نور الدين البحيري), né le 10 juillet 1958 à Jebiniana, est un homme politique et avocat tunisien.

## Formation
Bhiri est titulaire d'un maîtrise de droit de la faculté de droit et des sciences politiques et économiques de Tunis. Il devient ensuite avocat à la Cour de cassation ; il est également coordinateur du comité des avocats devant le tribunal militaire en 1992.

## Carrière politique

### Militantisme
Il rejoint le mouvement islamiste Ennahdha en 1977 et y occupe plusieurs postes à responsabilité, notamment la direction de l'aile du parti au sein de l'université. Il devient ensuite membre du bureau politique, du bureau exécutif ainsi que du Conseil de la Choura dès 1981, avant de devenir responsable de la section politique. Il est emprisonné entre février et septembre 1987.
Il adhère aussi à l'action associative en tant que membre du bureau exécutif du Centre de Tunis pour l'indépendance de la justice et de la coordination nationale pour le soutien à la révolution syrienne. Il est également membre fondateur de l'Organisation nationale de la lutte contre la normalisation avec l'État sioniste et du Comité national de soutien de l'Irak. Il milite aussi dans plusieurs associations de défense des droits de l'homme.
Durant la révolution de 2011, alors que les avocats entament une marche à Tunis, lui et Samir Dilou se calfeutrent dans la Maison de l'avocat selon un collègue.
Il est considéré comme faisant partie de l'« aile radicale » d'Ennahdha.

### Ministre de la Justice
À la suite de la victoire du parti lors de l'élection de l'assemblée constituante du 23 octobre 2011, durant laquelle il est élu dans la circonscription de Ben Arous, il devient le 24 décembre 2011 ministre de la Justice dans le gouvernement Hamadi Jebali (troïka). Il succède ainsi à Lazhar Karoui Chebbi, ministre dans le gouvernement Béji Caïd Essebsi, et démissionne de son siège de constituant le 9 mai 2012.
En mai 2012, il révoque 82 juges en invoquant la nécessité de freiner la corruption, un acte que Human Rights Watch considère comme injuste, arbitraire et un précédent inquiétant qui accroît la subordination de la justice vis-à-vis du pouvoir exécutif. Lamia Mejri, membre du bureau exécutif de l'Association des magistrats tunisiens (AMT), la qualifie d'« opération purement politique ». Bhiri, fait par ailleurs l'objet de critiques pour avoir pris la tête du Conseil supérieur de la magistrature, suscitant de nombreuses réactions au sein de membres de l'AMT qui s'opposent à cette décision pouvant nuire selon eux à l'indépendance de la justice.
À la suite du meurtre de Chokri Belaïd, le 6 février 2013, et à l'échec de l'initiative de Jebali annoncée le soir même, consistant en la formation d'un gouvernement de technocrates, Bhiri figure parmi les candidats pour remplacer Jebali à la tête du gouvernement. Finalement, Ennahdha porte son choix sur Ali Larayedh, qui est chargé par le président Moncef Marzouki de former un nouveau gouvernement dans lequel Bhiri n'est pas reconduit, devenant ministre délégué auprès du chef du gouvernement.
Il est élu à l'Assemblée des représentants du peuple lors des élections du 26 octobre 2014.

### Arrestations
Noureddine Bhiri est arrêté le 31 décembre 2021 dans le quartier d'El Manar à Tunis. Tenu en résidence surveillée dans un lieu privé puis hospitalisé, il est libéré le 7 mars 2022 alors qu'aucune charge n'est finalement retenue contre lui. 
Le 13 février 2023, il est blessé lors d'une nouvelle interpellation, emmené à la caserne de Bouchoucha et laissé sans soins, à la suite de quoi il entame une grève de la faim le 22 février, qu'il suspend quelque temps après.
Le 18 octobre 2024, Bhiri est condamné à dix ans de prison pour atteinte à la sûreté de l'État, incitation à la désobéissance civile et appel à l'insurrection.

### Vie privée
Bhiri est marié et père de quatre enfants.
À la suite de l'amnistie, le 14 janvier 2012, de son frère condamné à quatre ans de prison, Bhiri déclare « qu'aucun prisonnier n'a été libéré par complaisance et que tous ceux qui ont bénéficié d'une amnistie ou d'une réduction de peine répondaient aux critères légaux ». Selon lui, son frère avait été victime « d'une affaire montée de toutes pièces par l'ancien régime » ; cependant sa libération a provoqué un mouvement de protestation à Jebiniana.

## Accusations
Les requêtes présentées au parquet civil par le comité de défense de Chokri Belaïd et Mohamed Brahmi, concernant l'implication d'une organisation secrète d'Ennahdha dans leurs assassinats, n'ont pas reçu de réponse et ces affaires ont été divisées en une dizaine de sous-dossiers. Or, le parquet est considéré par El Watan comme étant sous l'emprise du parti islamiste depuis le passage de Bhiri à la tête du ministère de la Justice.
Celui-ci est par ailleurs qualifié de co-responsable du décès en mai 2014 de Jilani Daboussi, ancien député et maire de Tabarka, par le fils de ce dernier qui affirme détenir un enregistrement sonore où il aurait demandé la falsification du rapport médical.